# Twin City Liner
Le catamaran Twin City Liner représente depuis le 1er juin 2006, une correspondance sur le Danube entre les centres-villes de la capitale de l'Autriche Vienne et la capitale de la Slovaquie Bratislava. Le trajet entre les deux capitales européennes les plus proches entre elles dure 75 minutes.

## Histoire
Le premier catamaran a été construit entre l'automne 2005 et au printemps 2006 en Norvège. L'acheminement s'est fait par le Skagerrak, la Mer du Nord puis le canal Rhin-Main-Danube jusqu'à Vienne.
Pour cela et en raison du poids, le chantier naval norvégien Båtservice Mandal a développé un catamaran à grande vitesse en aluminium avec hydrojet qui peut également être utilisé en été, à marée basse. Le tirant d'eau s'élève, garantie par contrat, à 80 cm. Afin de minimiser l'impact des vagues, des essais sur modèles complexes de l'Institut autrichien de recherche pour la technologie maritime (Schiffbautechnische Versuchsanstalt (de)) ont eu lieu. Le catamaran est entièrement climatisé et peut accueillir 106 passagers et l'équipage (un capitaine, deux matelots et le personnel de restauration).
Le 14 mai 2007, le Twin City Liner échoue à Vienne, dans le quartier d'Erdberg, sur la rive droite du canal du Danube et doit être secouru par les pompiers de Vienne. Après réparation et autorisation administrative, il sort le 16. Un accident similaire s'est produit le 28 juillet 2009 quand le capitaine voulut éviter un tronc d'arbre flottant près de la passerelle d'Erdberg.
Au cours d'une conférence de presse le 20 août 2007, l'adjointe au maire à l'économie et aux finances de Vienne Renate Brauner (de) déclare l'acquisition d'un Twin City Liner supplémentaire. Ce second "Twinni" comme le surnomme les médias est aussi construit par Båtservice Mandal et fait le même voyage.
Le 13 mai 2008, le Twin City Liner accoste au port central de Vienne en dessous du Reichsbrücke. Le voyage inaugural du nouveau catamaran, avec le numéro d'enregistrement A-40631, conduit, immédiatement après le baptême, le président Heinz Fischer, sa femme Margit Fischer, et le prêtre de la cathédrale de Vienne Anton Faber (de), dans le cadre d'une visite d'État à Bratislava. Lors d'une escale à Devín, le président slovaque Ivan Gasparovic et son épouse sont montés et ont ensuite continué le voyage.

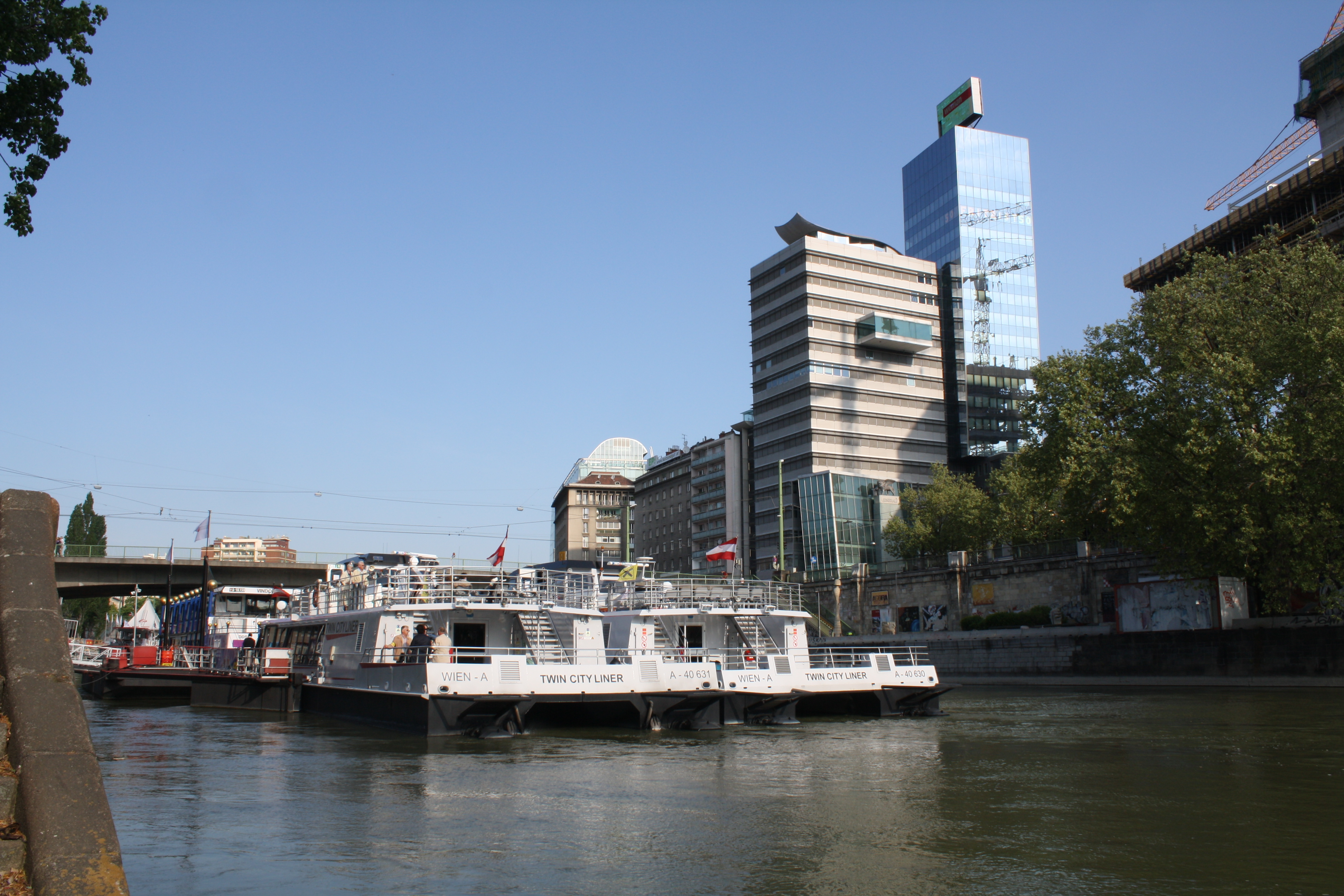
Les deux Twin City Liner à Vienne

Techniquement, le nouveau Twin City Liner est satisfaisant. En plus des modifications mineures à l'équipement technique et la forme, il permet d'accueillir jusqu'à 126 passagers : 106 sièges en avant dans la cabine passagers, huit places dans la cabine soi-disant VIP sur le pont supérieur et douze sièges sur une terrasse pour les voyages pendant l'été. L'exploitation commerciale du deuxième Twin City Liner démarre le 31 août 2008.
En outre, il y a des études à propos de l'achat d'un troisième navire pour développer une connexion rapide sur la base du Twin City Liner vers Budapest ou encore Belgrade. Déjà après Bratislava, on souhaite aller à Piešťany ou au musée d'art contemporain Danubiana Meulensteen Art Museum (de) à Čunovo.

## Trajet, embarcardères et horaires

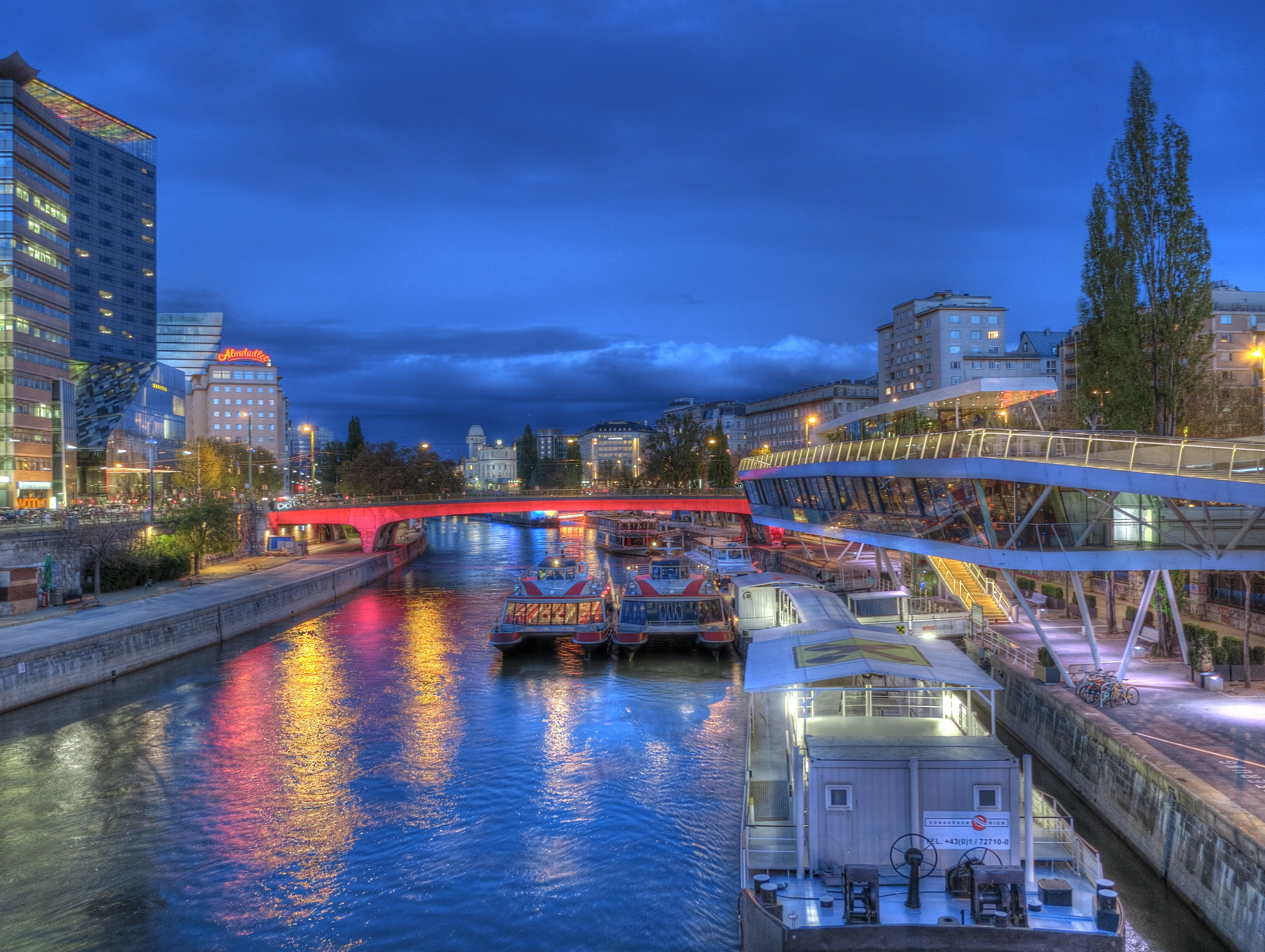
L'embarcadère des Twin City Liner à Vienne

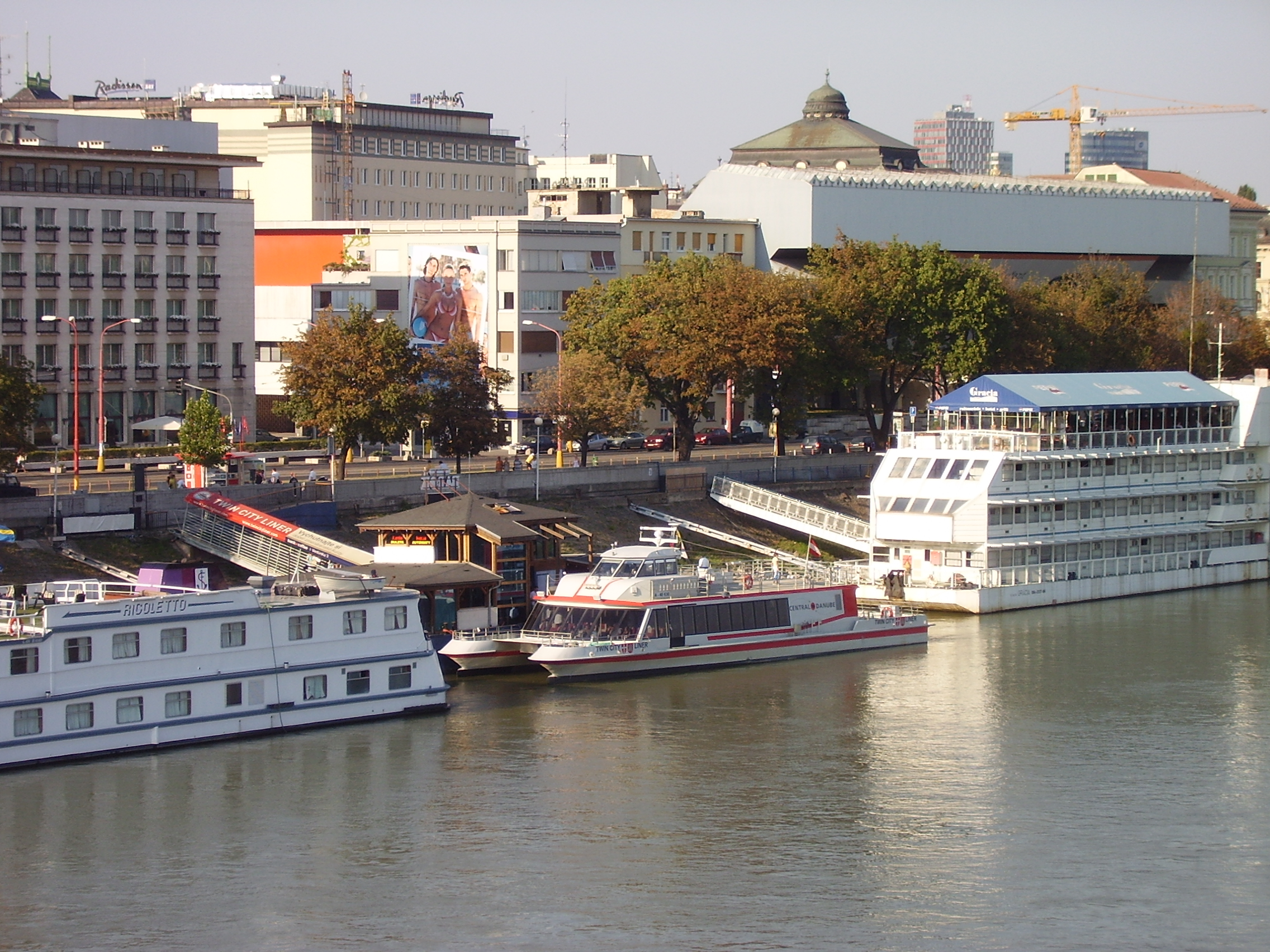
L'embarcadère des Twin City Liner à Bratislava

Contrairement à la plupart des autres navires naviguant sur le Danube, le Twin City Liner ne part pas du port du Reichsbrücke, mais de la station en centre-ville, sur le canal du Danube, entre la Schwedenplatz et le Marienbrücke (Wien) (de) afin de contourner le barrage de la centrale de Freudenau. En juillet 2010, un nouveau quai est ouvert.
L'arrivée à Bratislava est à seulement quelques minutes à pied de la vieille ville.
Les navires naviguent de mai à septembre quatre à cinq fois par jour dans chaque sens, et en avril et octobre, trois à quatre fois. En dehors des heures de fonctionnement prévus (le soir et à partir de mi-décembre à avril), les navires peuvent être affrétés.

## Usagers
Les usagers sont principalement des touristes et des habitants de Vienne et de Bratislava, surtout des hommes d'affaires.
Cependant la nécessité d'une réservation des places limitées favorise les allers-retours entre le matin et le soir. En outre, le prix du billet dépend du jour de la semaine.

### Propriétaire
le propriétaire du navire est la Central Danube Region GmbH, qui a initié et développé ce projet. Les partenaires sont en tant qu'exploitants DDSG Blue Danube (de), appartenant à la Wien Holding (de) qui regroupe les entreprises gérées par la ville de Vienne.

## Galerie

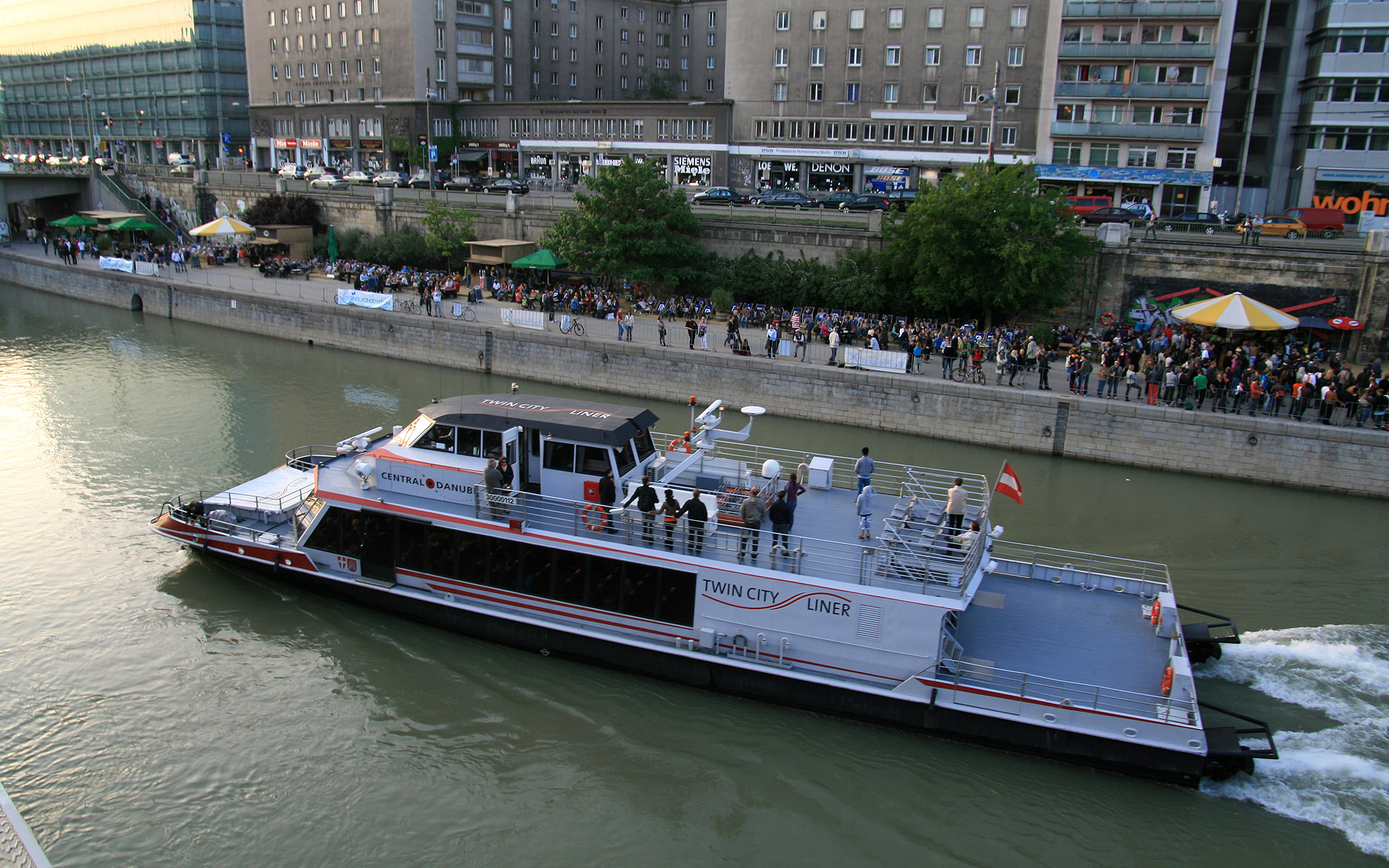
Le Twin City Liner au arrivée de Vienne
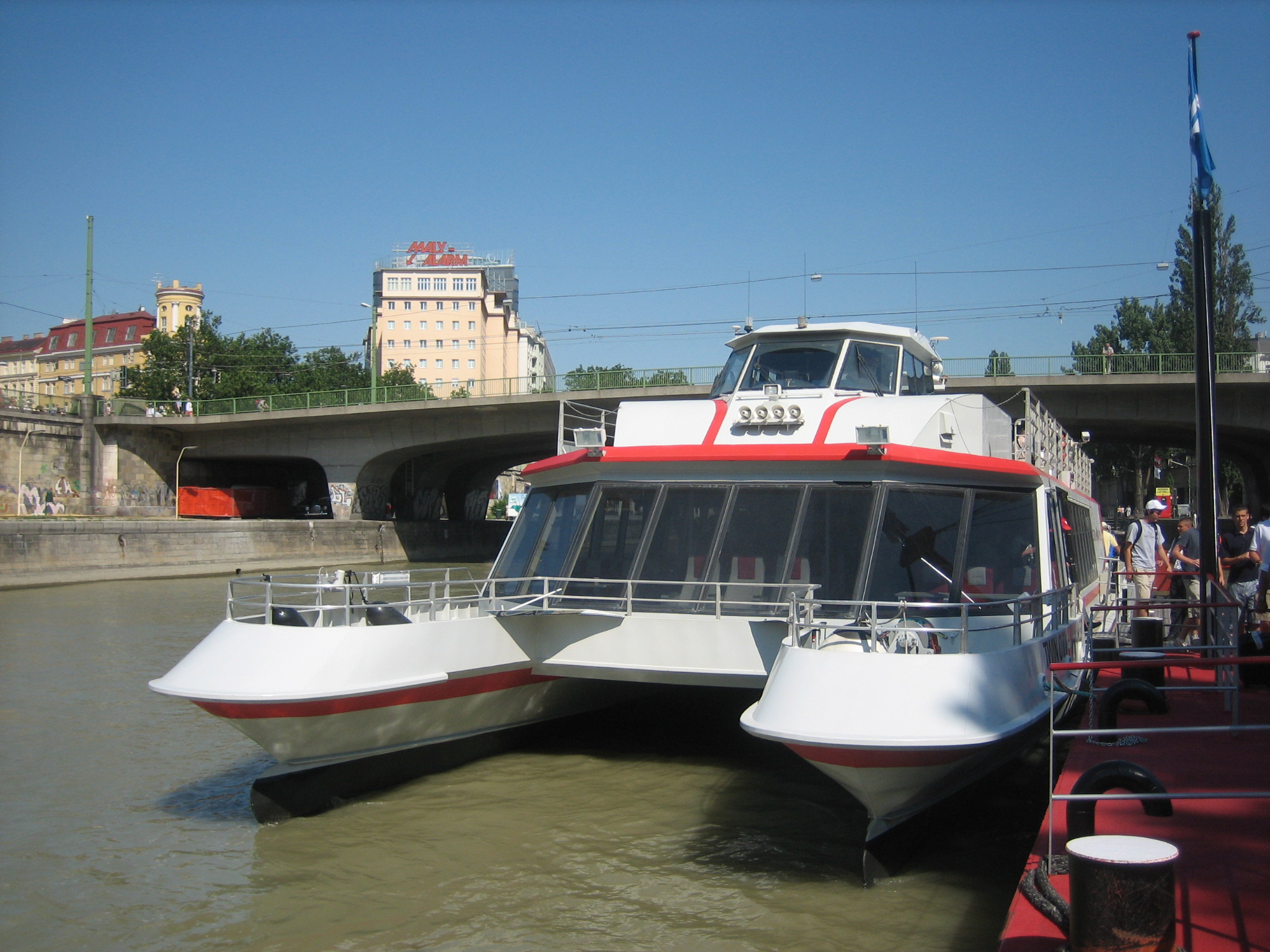
La proue
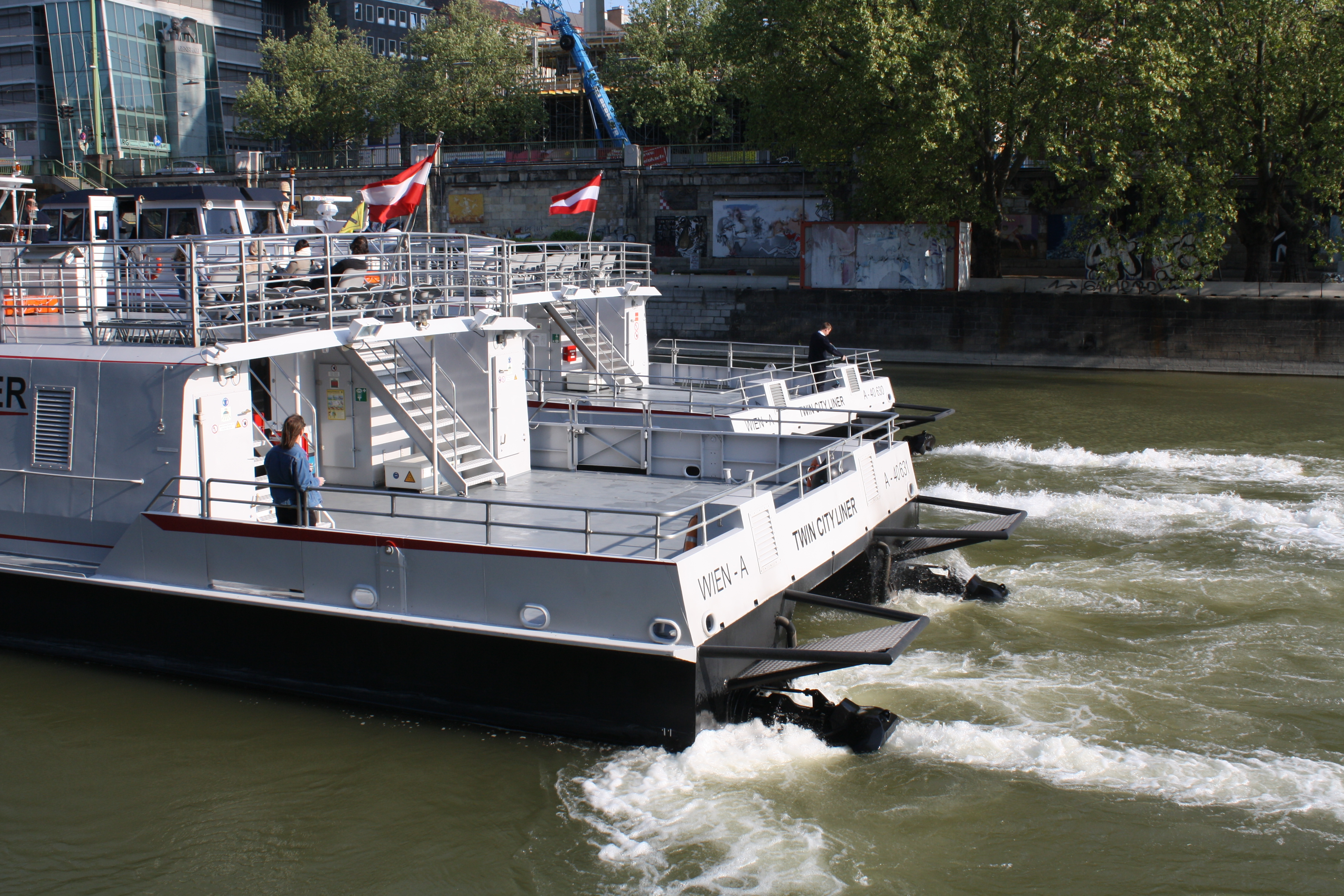
La poupe

## Source, notes et références
1. ↑  « http://www.magwien.gv.at/nachrichten/tcl.html »(Archive.org • Wikiwix • Archive.is • Google • Que faire ?)
2. ↑  http://wien.orf.at/stories/378715/
3. ↑  http://oesterreich.orf.at/wien/stories/216132/
4. ↑  http://www.wien.gv.at/rk/msg/2008/0502/011.html
5. ↑  http://oesterreich.orf.at/wien/stories/277524/
6. ↑  http://wien.orf.at/stories/278166/
7. 1 2  http://www.magwien.gv.at/vtx/vtx-rk-xlink?DATUM=20080516&SEITE=020080516013
8. ↑  http://diepresse.com/home/panorama/oesterreich/384342/index.do
9. ↑  http://www.wienholding.at/event/neueprojekte/id/1939
10. ↑  (de) « Donaukanal : Hafen für "Twin City Liner" eröffnet », sur Die Presse, 15 juillet 2010 (consulté le 10 septembre 2020).

- (de) Cet article est partiellement ou en totalité issu de l’article de Wikipédia en allemand intitulé « Twin City Liner » (voir la liste des auteurs).